# 腓特烈·克里斯蒂安一世
腓特烈·克里斯蒂安一世（德語：Friedrich Christian I.，1721年4月6日—1794年11月13日），什勒斯維希-霍爾斯坦-森訥堡-奧古斯滕堡公爵，1754年至1794年在位。

## 家庭
1762年，腓特烈·克里斯蒂安與夏洛特·阿瑪莉埃·威廉明妮結婚，兩人共有3子1女：
1. 路易絲·克莉絲汀（1764年—1815年）
2. 腓特烈·克里斯蒂安（1765年—1814年）
3. 腓特烈·卡爾·埃米爾（1767年—1841年）
4. 克里斯蒂安·奧古斯特（1768年—1810年）